# Браун, Харрисон
Харрисон Скотт Браун (англ. Harrison Scott Brown; 26 сентября 1917[…], Шеридан, Вайоминг — 8 декабря 1986[…], Альбукерке, Нью-Мексико) — американский химик-ядерщик и геохимик, участник Манхэттенского проекта. Член Национальной академии наук США.

## Биография
Харрисон Скотт Браун родился в Шеридане, штат Вайоминг, в семье фермера. Его отец умер, когда Харрисону было 10 лет. Он и его мать, преподававшая музыку, переехали в Сан-Франциско.
Он получил степень бакалавра в Калифорнийском университете в Беркли и докторскую степень по химии в Университете Джонса Хопкинса в 1941 году.
С 1942 года он работал в Чикагском университете под руководством Гленна Сиборга, который позже был председателем Комиссии по атомной энергии. Сиборг привёл Брауна в Манхэттенский проект. В Металлургической лаборатории Чикагского университета Браун занимался разделением плутония и урана. Позже он работал на Клинтонском инженерном заводе, где размещались производственные площадки Манхэттенского проекта. В дальнейшем методы, которые он помог разработать, были применены на Хэнфордском заводе для производства плутония, использованного в бомбе «Толстяк», сброшенной на Нагасаки.
В 1946 году он стал профессором Чикагского университета, где применил анализ радиоактивных изотопов для изучения происхождения Земли и планет. В 1947 году получил премию Американской ассоциации содействия развитию науки за свою работу Elements in Meteorites and the Earth’s Origin, посвящённую анализу метеоритов. В дальнейшем эти исследования позволили улучшить оценку возраста Земли и Солнечной системы. С 1951 по 1977 год Браун работал в Калифорнийском технологическом институте, занимаясь развитием технологий телескопических приборов, реактивного движения и инфракрасной астрономии.
Умер от болезни лёгких в Альбукерке, штат Нью-Мексико, в возрасте 69 лет.

## Общественная позиция
После окончания Второй мировой войны Браун читал лекции об опасности ядерного оружия. Был редактором Бюллетеня учёных-атомщиков.
В своей книге «Вызов человеческому будущему» (с англ. — «The Challenge of Man's Future», 1954) Браун указывал, что человечество израсходовало большую часть легко добываемого железа, нефти и угля. Он предполагал, что человечеству придётся пойти на значительные жертвы, чтобы поднять уровень жизни населения в Азии и Африке и предупреждал, что человечеству в условиях стремительного роста численности населения придётся активно использовать солнечную энергию.